# UCI Oceania Tour 2016
Die UCI Oceania Tour 2016 ist die 12. Austragung des zur Saison 2005 vom Weltradsportverband UCI eingeführten ozeanischen Straßenradsport-Kalenders unterhalb der UCI WorldTour, der zu den UCI Continental Circuits für Männer gehört. Die Saison begann am 20. Januar 2016 und endete am 5. März 2016.
Die Eintagesrennen und Etappenrennen sind in drei UCI-Kategorien (HC, 1 und 2) eingeteilt. Bei jedem Rennen werden Punkte für eine Gesamtwertung der Fahrer, Mannschaften und Nationen vergeben. An der Mannschaftswertung nehmen die Professional Continental Teams und die Continental Teams teil, nicht jedoch die startenden UCI WorldTeams. An der Nationenwertung nehmen nur die Nationen des Kontinents teil, gezählt werden aber die Ergebnisse aller Circuits.

Zu den Regeln der einzelnen Ranglisten: 

## Januar
| Datum   | Rennen                            | Kat. | Sieger         | Team                 |
| ------- | --------------------------------- | ---- | -------------- | -------------------- |
| 20.–24. | New Zealand Cycle Classic         | 2.2  | Ben O’Connor   | Avanti Isowhey Sport |
| 31.     | Cadel Evans Great Ocean Road Race | 1.HC | Peter Kennaugh | Team Sky             |

## Februar
| Datum | Rennen          | Kat. | Sieger       | Team     |
| ----- | --------------- | ---- | ------------ | -------- |
| 3.–7. | Herald Sun Tour | 2.1  | Chris Froome | Team Sky |
| 20.   | The REV Classic | 1.2  | Dion Smith   |          |

## März
| Datum | Rennen                                   | Kat. | Sieger    | Team       |
| ----- | ---------------------------------------- | ---- | --------- | ---------- |
| 3.    | Ozeanienmeisterschaft – Einzelzeitfahren | CC   | Sean Lake | Australien |
| 5.    | Ozeanienmeisterschaft – Straßenrennen    | CC   | Sean Lake | Australien |

## Gesamtwertung
(Endstand: 28. April 2015)
| Platz | Fahrer         |                        | Team                        | Punkte |
| ----- | -------------- | ---------------------- | --------------------------- | ------ |
| 1.    | Sean Lake      | Australien             | Avanti Isowhey Sport        | 340    |
| 2.    | Peter Kennaugh | Vereinigtes Konigreich | Team Sky                    | 311    |
| 3.    | Mark O’Brien   | Australien             | Avanti Isowhey Sport        | 213    |
| 4.    | Brendan Canty  | Australien             | Drapac Professional Cycling | 200    |
| 5.    | Dion Smith     | Neuseeland             | ONE Pro Cycling             | 155    |

| Platz | Team                        |                        | Punkte |
| ----- | --------------------------- | ---------------------- | ------ |
| 1.    | Avanti Isowhey Sport        | Australien             | 985    |
| 2.    | Drapac Professional Cycling | Australien             | 407    |
| 3.    | ONE Pro Cycling             | Vereinigtes Konigreich | 278    |
| 4.    | Kenyan Riders Downunder     | Kenia                  | 149    |
| 5.    | JLT Condor                  | Australien             | 78     |

| Platz | Nation     | Punkte |
| ----- | ---------- | ------ |
| 1.    | Australien | 1794   |
| 2.    | Neuseeland | 739    |